# Грб Кнежевине Молдавије
Грб Кнежевине Молдавије јесте државни симбол Кнежевине Молдавије и један од главних државних симбола кнежевине, уз државну заставу. Током своје историје претрпео је разне промене.

## Хипотезе о пореклу
Централна хералдичка фигура грба Молдавске кнежевине је глава тура (бизон). Када и у ком окружењу се појавила идеја о симболу суверене територије у облику главе тура, истраживачи до данас нису могли са сигурношћу да одговоре. Неки од њих покушали су да размотре настанак симбола у виду главе туре кроз призму древног ловачког култа који је постојао у Северним Карпатима и завршио се убиством и жртвовањем тура (бизона) на обалама река, што, посебно, може објаснити и легенду о оснивању Молдавије и хералдичку слику само главе, а не целе животиње.
Према анонимном хроничару:
"Једном је Драгош са својим друговима отишао у лов на дивље животиње. У високим планинама напао је на траг тура и, пратећи га, прешао планине и дошао до прелепе равнице. Престигао је и убио тура крај реке испод врбе, где је направио гозбу. Драгош и његови сапутници, вољом Божијом, одлуче да се населе у овој земљи. Вратили су се и причали својим друговима о прелепој земљи са рекама и изворима. Они су такође одлучили да оду у ову земљу и изаберу себи земљу, пошто није била насељена, а на граници су татарски номади пасли своја стада. Замолили су угарског кнеза Владислава да их пусти, а он им је, са великим жаљењем, дозволио да се преселе. И пођоше из Марамуреша, заједно са својим друговима, својим женама и децом, кроз планине и шуме до места где је Драгош убио тура, и ту се настанили, јер им се тај крај допао. Изабрали су Драгоша за кнеза и намесника, као најмудријег. Тако је вољом Божијом основана Молдавија. А војвода Драгош се први настанио на реци Молдавији, и населио Бају и друге земље, и одлучио да на челу туре буде кнежевски грб за целу земљу. Владао је две године." — Славяно-молдавские летописи XV—XVI. — М., 1976.
И. Н. Манеску, ослањајући се на легенду о Драгошу, сугерише да је овај древни култ, убиство звери, симбол покоравања и елиминације локалног династије, који је имао генерички знак у облику главе тура. Р. Гасауер открива низ хералдичких слика у виду главе тура (бизона) у грбовима разних земаља и покрајина (Мекленбург-Шверин, Мекленбург-Стрелиц, Сигет-Марамуреш), у породичним грбовима мађарски племић Баласа, Швеђанина Оксенштерн, у пољским грбовима (Баволина глава, Вењава), као и у грбовима градова Калица и Познања. Такође је изнео хипотезу да је један од локалних династа у првој половини 14. века можда добио у свом грбу слику главе тура (бизона) од Владислава Првог Кратког поводом победоносног похода против Бранденбурга 1325. године уз учешће молдавских војника. Касније је породица династа или изумрла или је била потчињена од стране друге, а грб је постао симбол молдавске земље.
Г. Бретјану је у својим студијама говорио о веровању да је ердељски војвода Николај Сирока, који је 1343. започео крсташки рат против Татара у име свог господара краља Луја, могао једног од молдавских војвода који су се истакли у биткама обдарити хералдичким знаком у облик главе тура.
Г. Балш је, наводећи чињеницу присуства крунисане главе бизона на грбу пољске покрајине Калиц, склон да види пољски утицај на порекло грба Молдавије.
Р. Вуја потврђује Драгошево ауторство у стварању породичног грба, можда зато што је његова домовина Сигет (Трансилванија), у чијем се грбу налази хералдички лик главе тура, можда у знак сећања на легендарни лов. М. Берза и Д. Черноводјани верује да је изглед државног грба повезан са именом Богдана Првог. Кирицеску појаву грба Молдавије повезује са именом Петра Првог Мушата.
Централна хералдичка фигура (глава туре) грба допуњена је пратећим елементима. Једна од њих је звезда која се налази између рогова. На левој и десној страни главе симбол сунца је ружа и полумесец. У пољској, немачкој и мађарској хералдици полумесец је познат још од 12. века, где је одувек комбинован са симболом сунца.

## Уједињена кнежевина
Прва позната слика грба  Молдавијe, глава турa (бизон) са звездом између рогова, са ружом и полумесецом на бочним странама појављује се на печату Петра Мушата из 1377. године. Печат садржи легенду: „Petrus voivoda Moldaviensis“. Грб се појавио и на новцу које је ковао Петар Мушат. На аверсу новчића, попут пенија, приказан је династички грб куће Анжујца, штит са три греде у првом пољу и љиљанима у другом; на полеђини је глава туре са роговима закривљеним лиром, између којих је постављена звезда петокрака, а са стране розета и полумесец, династијски знак Мушатина. Господарски печати су увек приказивали главу тура и обично су имали и легенду на старословенском језику. На пример: „Печат ИО римског војводе Молдавске земље” на печату документа од 30. марта 1392. године. Током 14. века, глава бика је коришћена само као династијски амблем породице Мушатин, а тек постепено, почев од краја владавине Александра Првог Доброг па све до Стефана Трећег Молдавског, постаје државни симбол.
На печату писма, које је потписао Александар Добри, стоји: „Печат Александра војводе, владара Молдавске земље“. На печатима друге половине 15. века, Стефана Трећег Молдавског, грб Молдавије прати легенда на словенском: „Печат ИО Стефана, гувернера земље Молдавије. До 17. века, владарске регалије су почеле да се додају грбу Молдавије: буздуган (буздован) и мач.

Грб Молдавије је у стиховима испевао велики молдавски писар митрополит Дософтеј:

„Глава тура, племените звери,

Означава изузетну снагу земље...“.
Од почетка 18. века почело је оживљавање молдавских симбола: појавили су се печати са висококвалитетним сликама државног грба на начин пољских и руских печата, окружени грбовима територија.
- Печат Петра Првог Мушата, 1387.
- Грб Александра Првог Доброг, 1400-1432.
- Печат Александра Доброг, 1400-1432.
- Печат Стефана Трећег Великог, 1457-1504.
- Цртеж грба са печата Стефана Трећег Великог
- Грб Молдавије, 1476.
- Грб Молдавије, 1479.
- Грб Молдавије, 1481.
- Грб Молдавије, 1559.
- Грб деспота Водског, 1561.
- Грб са немачког грбовника, око 1586.
- Грб Арона Тиранина
- Породични грб Михаила Храброг, око 1600.
- Печат Василија Лупуа, 1641.
- Грб Молдавије, 1641.
- Грб Молдавије под Василијем Лупуом, 1643.
- Грб Молдавије под Василијем Лупуом, 1646.
- Грб Молдавије, 17. век
- Грб из Стемматографије П. Р. Витезовича, 1702.
- Грб Молдавије за време владавине Михаја Раковице, 1716.
- Грб Молдавије, 1775.
- Грб Молдавије из времена Александра Мурузија, 1806-1807. Поље штита је азурно.
- Печат дивана Молдавије, 1807. Поље штита је златно.
- Грб Молдавије под Скарлатом Калимакијем, око 1812. Поље штита је златно.

## Западни део кнежевине
После 1812. године, источни део кнежевине (међуречје Дњестра и Прута) припаја се Руском царству и ствара се Бесарабијска област, која је 1873. године претворена у губернију. Територија покрајине је коначно формирана 1878. године. Западни део кнежевине остао је вазал Османског царства. Од 1812. године поље грба кнежевине је плаве боје. Након 1821. године, када је Добруџа ушла у састав кнежевине и када се појавио излаз на море, делфини су додати у грб као држачи штита.

Од јануара 1832. године, шеф руске администрације Павел Дмитријевич Кисељев увео је Органске статуте. Он је, између осталог, обезбедио и националне симболе. Убрзо су се под Михаилом Стурдзеом појавиле обојене слике грба и војних застава, где је на плавој позадини златна глава туре са звездом између рогова. Тада се изнад грба појављује кнежевска круна, а цео грб се, по европској традицији, ставља на кнежевску мантију. На пасошима Кнежевине из 1855. године, поље грба је приказано црвеном и плавом бојом, слично застави.
- Грб Михаила Стурџе
- Мали амблем. Цртеж са заставе батаљона кнежевине, 1849.
- Грб из 1851. са молдавским текстом на влашко-молдавском писму
- Грб из пасоша молдавске кнежевине. 1855 (црвено-плави штит)
- Велики грб. Цртеж из пасоша, 1855.
- Молдавски грб као део нацрта грба Уједињених кнежевина Влашке и Молдавије, 1860.

- Промене боја грба у 19. веку
- 1806-1807. под Александром Морузијем
- 1812-1819. под Скарлатом Калимакијем
- 1834. под Михаилом Стурдзеом
- 1849. под Григоријем Гиком
- 1849-1855. под Григоријем Гиком
- 1855. под Григоријем Гиком
- 1859. - Уједињене кнежевине Молдавије и Влашке
- 1863. - Уједињене кнежевине Молдавије и Влашке
- 1872. – Уједињене кнежевине Молдавије и Влашке
- Из грба краљевске Румуније

## Бесарабија
Руско-турски ратови допринели су ослобађању земаља између Прута и Дњестра од османске власти. Букурешким уговором 16. маја 1812. припојени су Руској империји. Након присаједињења , источни део Молдавске кнежевине и Буџак су названи Бесарабијска област, а од 1873. године Бесарабијска губернија.
У архиву Кишињева сачуван је грб Бесарабијске области. Грб Бесарабијске области одобрио је Николај Први Павлович 2. априла 1826. године: „Штит је укрштен; у горњем пољу је руски двоглави орао са московским штитом у облику срца на грудима, венцем и бакљом у шапама; у доњем златном пољу је глава тура (бизона)“.

Нову верзију грба усвојио је Александар Други Николајевич 5. јула 1878. године. То је изгледало овако: „У азурном штиту, златна глава тура (бизона), са гримизним очима, језиком и роговима, праћена, између рогова и златном звездом са пет зрака и са стране на десној страни, сребрна ружа са пет зракова и лево се налази исти полумесец, окренут налево. Штит је надвишен царском круном и окружен златним храстовим листовима, повезаним Андријевском траком.
- Грб Бесарабске области, 1815.[8]
- Грб Бесарабске области. Одобрен 2. априла 1826. године
- Званични опис у грбовници Министарства унутрашњих послова Руског царства, 1880.
- Покрајински грб, 1878.
- Грб Молдавске Демократске Републике, 1918.

## Молдавски симбол у другим земљама

#### Пољско краљевство
У 16. веку многа питања државног устројства Молдавске кнежевине нису била решена без учешћа пољског племства. Током овог периода, Пољска је чак сматрала Молдавију својом територијом и приказивала молдавски грб у својим документима заједно са грбовима пољских покрајина.
- Грб Молдавије на печату Александра Јагелончика, пре 1506. године
- Грб "Волошког војводства" из пољског статута Јана Ласког, 1506.
- Из пољског грба из 1562. године
- Грб "Волошког војводства" из књиге Б. Папроцког "Херби рицерства полскиего", 1858.
- Грб "Волошког војводства" из грбовника из 19. века.

#### Руско царство
Године 1768. постигнут је споразум са проруским бојарима Влашке о заједничким акцијама руских трупа и Влаха. Након што су руске трупе ушле у Јаши у септембру 1769. и свечано их је дочекао митрополит Гаврило са бојарима, избио је устанак у Влашкој, који је кулминирао ослобођењем Букурешта, хапшењем властелина Григорија Гике и преносом власти на Пирву Кантакузина. Становништво Молдавије и Влашке је одушевљено учествовало у рату на страни руских трупа. Захваљујући Кучуккаинарџијском миру из 1774, као и споразуму из Јашија из 1791, Молдавија и Влашка су добиле низ аутономних права. Русија је стекла право патроната над кнежевинама. Руско-турски ратови су озбиљно олакшали положај подунавских кнежевина.
Под Катарином Великом, 1776. године, у вези са укидањем Запорошке Сечи, ради заштите јужних граница „молдавских староседелаца“ Новоросијске губерније, формиран је молдавски хусарски (насељени) пук. Исте године одобрен је грб Молдавског хусарског пука: „слично претходном, само је доњи део сав црвен, са ликом златне главе бика“. Молдавски хусари су носили ментике и шаке главних хералдичких боја Молдавске кнежевине, црвене и плаве. Исте боје су коришћене и у изради пуковских боја.

Током руско-турског рата, руске трупе су заузеле територију Молдавије и Влашке. Због велике несташице бакарног новца на окупираној територији 1771-1774. организовано је ковање специјалног бакарног новца. На предњој страни је приказан двоглави орао испод чијих шапа су овални штитови са грбовима Молдавије (глава бика са роговима) и Влашке (птица која стоји на земљи са крстом у кљуну).
- Реверс од руског новчића 1 пара 3 денги. 1772. године
- Грб Молдавског пољског пука од 1776. до 1783. године
- Грб Русије из књиге манастира Неамтски, 1809

#### Аустроугарска
Током руско-турског рата 1768-1774, област је била окупирана од стране руских трупа, а 1775. године Османско царство је потписало споразум по коме је Буковина припала Аустријском царству. Аустријанци су 1786. године укључили регион у састав Краљевине Галиције и Лодомерије. У јануару 1849. године, након револуција које су захватиле Аустријско царство, Франц Јозеф је доделио Буковини статус посебне крунске земље и формирао Војводство Буковина у персоналној унији са краљем Галиције. Черновци су постали њен административни центар. Цар је 29. септембра 1850. одобрио привремени устав области. Њиме је потврђено да је Буковина посебна крунска земља царства и да војводство добија свој грб.
- Мали грб
- Велики грб
- Сала Скупштине у Палати правде, Беч